# Puccinia enteropogonis
Puccinia enteropogonis ist eine Ständerpilzart aus der Ordnung der Rostpilze (Pucciniales). Der Pilz ist ein Endoparasit des Süßgrastribus Cynodonteae. Symptome des Befalls durch die Art sind Rostflecken und Pusteln auf den Blattoberflächen der Wirtspflanzen. Sie ist in Tansania und Indien verbreitet.

## Merkmale

### Makroskopische Merkmale
Puccinia enteropogonis ist mit bloßem Auge nur anhand der auf der Oberfläche des Wirtes hervortretenden Sporenlager zu erkennen. Sie wachsen in Nestern, die als gelbliche bis braune Flecken und Pusteln auf den Blattoberflächen erscheinen.

### Mikroskopische Merkmale
Das Myzel von Puccinia enteropogonis wächst wie bei allen Puccinia-Arten interzellulär und bildet Saugfäden, die in das Speichergewebe des Wirtes wachsen. Aecien oder Spermogonien der Art sind nicht bekannt. Die Uredien des Pilzes wachsen oberseitig auf den Blattoberflächen der Wirtspflanze und sind gelblich braun. Ihre hellgelben Uredosporen sind oval bis ellipsoid, 21–24 × 16–19 µm groß und fein stachelwarzig. Die schwarzbraunen Telien der Art sind unbedeckt und kompakt. Die haselnussbraunen Teliosporen sind zweizellig, in der Regel ellipsoid und 25–30 × 19–22 µm groß; ihre Stiele sind golden bis hyalin und bis zu 130 µm lang.

## Verbreitung
Das bekannte Verbreitungsgebiet von Puccinia enteropogonis umfasst Tansania und Indien.

## Ökologie
Die Wirtspflanzen von Puccinia enteropogonis sind Chloris incompleta und Enteropogon monostachyus. Der Pilz ernährt sich von den im Speichergewebe der Pflanzen vorhandenen Nährstoffen, seine Sporenlager brechen später durch die Blattoberfläche und setzen Sporen frei. Die Art verfügt über einen Entwicklungszyklus, von dem bislang lediglich Telien und Uredien sowie deren Wirt bekannt sind; Spermogonien und Aecien konnten dem Pilz nicht zugeordnet werden.